# Lazar el Serbio
Lazar el Serbio (serbio: Лазар, ruso: Лазарь), también conocido como Lazar  o Lazar el hilandarés, (fl. 1404) fue un monje ortodoxo serbio y horólogo que inventó y construyó el primer reloj público mecánico conocido en Rusia en 1404. El reloj de torre, que también marcaba las horas, fue construido a petición del Gran Príncipe Basilio I de Moscú (r. 1389-1425). Antes de su llegada a Moscú, Lazar había servido como monje en el monasterio serbio de Hilandar en el Monte Athos. La torre del reloj estaba situada en el palacio detrás de la catedral de la Anunciación. Sin embargo, el reloj y la iglesia en la que se encontraba no han sobrevivido.

## Vida
Lazar nació en la ciudad de Prizren, en el imperio serbio. Fue un monje con el rango de crnorizac (serbio: црноризац, ruso: чернец, černec) que sirvió en el monasterio ortodoxo serbio de Hilandar, un centro de cultura religiosa y secular serbia,  y «la primera universidad serbia», situada en el Monte Athos. Es probable que Lazar dejara el Monte Athos como resultado del surgimiento del imperio otomano. Las crónicas rusas (eslavas del este) hablan de Lazar, recién llegado de Serbia, inventando y construyendo un reloj en una torre del palacio del Gran Príncipe en Moscú detrás de la catedral de la Anunciación a petición de Basilio I, el Gran Príncipe de Moscú (r. 1389-1425). Fue el primer reloj (mecánico) con resorte, o reloj de torre, en Rusia, y también el primer reloj público del país. Los números del reloj fueron escritos en eslavo eclesiástico. Fue uno de los diez primeros relojes tan avanzados de Europa, y fue considerado un milagro técnico en su momento. Los relojes de las torres urbanas, o señales horarias municipales, existían antes en Italia, aunque no se sabe cómo indicaban las horas. En 1344, las crónicas paduanas confirmaron una tecnología completamente nueva: un reloj en una torre del palacio paduano que marcaba automáticamente las horas (24h).

Este marcador de horas se llama medida de la hora; cada hora un martillo golpea la campana, midiendo y contando las horas de la noche y del día... Nadie la golpea, pero es algo maravilloso, extrañamente diseñado para parecerse a un hombre y sonar y moverse por sí mismo, por la astucia del hombre, con gran invención e ingenio.
History of the Hour: Clocks and Modern Temporal Orders.

La torre del reloj no ha sobrevivido y su ubicación exacta es indeterminada, aunque se cree que estaba ubicada en o cerca de la Torre Spasskaya (antes conocida como Frolovskaya). El reloj fue durante mucho tiempo el único en Moscú y Rusia, y funcionó durante más de dos siglos sin fallos. Luego fue reemplazado por otro reloj que fue destruido en un incendio. Existe una miniatura del manuscrito de Ostermanovskij del siglo XVI —de la Colección de Crónicas de Litsevoy, Crónica Antigua, hoja 587, dibujo 1175— que representa al monje Lazar mostrando a Basilio y dos de sus vasallos la torre del reloj terminada.  Aunque la torre ya no está, la ilustración de la torre del reloj y el monasterio se puede ver en el Museo Politécnico de Moscú a partir de 2006. Una crónica del siglo XVI dice que a Lazar le pagaron 150 rublos por su trabajo (sta bole polutorasta rublev).

## Legado

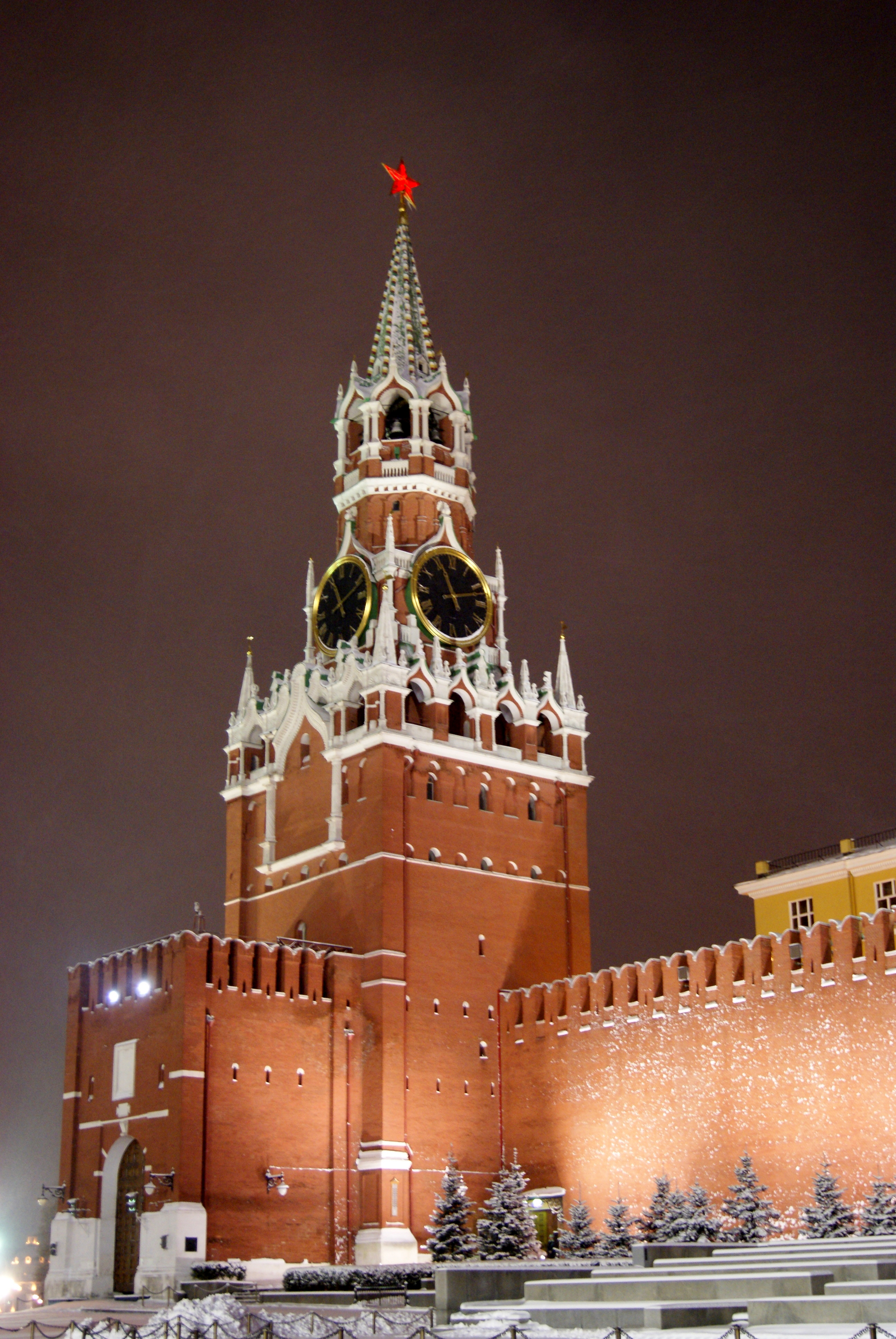
La Torre Spasskaya, que fue posiblemente construida en o cerca de la ubicación de la torre del reloj de Lazar.

La Iglesia Ortodoxa Serbia decidió celebrar el 600 aniversario de la invención del monje Lazar y la construcción de la gran torre del reloj en el Kremlin de Moscú en la fiesta de la Presentación de María (Ваведење) el 4 de diciembre de 2004. Las liturgias de las iglesias de Belgrado y Moscú, la del monasterio de Hilandar (donde la hermandad tenía su krsna slava) y el Monasterio de los Santos Arcángeles, mencionaron a Lazar. Se colocó un reloj de sol conmemorativo en la Academia de la Iglesia Ortodoxa Serbia en Belgrado.
El matemático serbio Dragan Trifunović señaló a Lazar y su invento como parte de la matemática serbia de la Edad Media, diciendo que «como matemático es interesante ver cómo Lazar forjó el reloj. Tenía que tener conocimiento de la división de Arquímedes de circuitos y la estimación de la medida para forjar tres tipos de ruedas dentadas. He propuesto al Kremlin que ponga una placa con una inscripción en el lugar donde se encontraba la torre del reloj».
Junto con Pacomio el Serbio, Lazar es uno de los serbios notables en la historia medieval rusa.